# 布山葫蘆蘚
布山葫蘆蘚（学名：Entosthodon buseanus）为葫蘆蘚科山葫蘆蘚屬下的一个种。